# Thủy điện Sông Bồ
Thủy điện Sông Bồ là thủy điện xây dựng trên sông Bồ tại vùng đất xã Hồng Hạ huyện A Lưới thành phố Huế, Việt Nam.
Thủy điện Sông Bồ có công suất 20 MW với 2 tổ máy, sản lượng điện hàng năm 68,7 triệu KWh, khởi công tháng 2/2018 hoàn thành tháng 10/2020.
Thủy điện Sông Bồ nằm cách cửa xả nước từ nhà máy điện của Thủy điện A Lưới 16°16′28″B 107°21′31″Đ / 16,274325°B 107,358548°Đ cỡ 6 km về phía thượng nguồn, nên không được lợi từ dòng nước ở thung lũng A Lưới chuyển về sông Bồ.

## Tác động môi trường dân sinh
Tháng 08/2019 Ban Quản lý rừng phòng hộ A Lưới phối hợp với Công an huyện A Lưới, Phòng TN&MT và Hạt Kiểm lâm A Lưới đã tổ chức kiểm tra và phát hiện chủ dự án Thủy điện sông Bồ có hành vi khai thác tài nguyên khoáng sản trái phép ở vùng công trường. Sau đó, sau khi xác định chi tiết ,cơ quan quản lí nhà nước khẳng định Dự án Sông Bồ không vi phạm bất kể hành vi khai thác trái phép nào, các hoạt động khai thác tại chỗ để phục vụ cho việc xây dựng dự án điều làm đúng trình tự và quy định pháp luật và được kiểm tra , cấp phép đầy đủ.